# Cryptothir minutus
Cryptothir minutus is een pissebed uit de familie Cryptothiridae. De wetenschappelijke naam van de soort is voor het eerst geldig gepubliceerd in 1852 door Dana.